# Jeremias Antônio de Jesus
Dom Jeremias Antônio de Jesus (Atibaia, 27 de maio de 1966) é um bispo católico brasileiro. É bispo emérito de Guanhães.

## Formação
Dom Jeremias fez seus estudos de filosofia no seminário Bom Jesus, na arquidiocese de Aparecida, e de teologia no Instituto Teológico Pio XI, em São Paulo. Ordenado sacerdote em 1993, passou a integrar o clero da Diocese de Bragança Paulista. Nessa diocese foi reitor do seminário diocesano e administrador paroquial da paróquia São Sebastião.

## Episcopado
Era pároco da paróquia Cristo Rei em sua cidade natal quando foi nomeado bispo de Guanhães em maio de 2012. Sua ordenação episcopal foi realizada no dia 4 de agosto, sendo o ordenante principal o bispo diocesano de Bragança Paulista, Dom Sérgio Aparecido Colombo, e consagrantes Dom José Maria Pinheiro, bispo emérito de Bragança Paulista, e Dom Gilberto Pereira Lopes, arcebispo emérito de Campinas. Sua posse como bispo diocesano aconteceu no dia 19 de agosto, na catedral da diocese de Guanhães. No dia 04 de julho de 2018, o Papa Francisco, acolheu seu pedido de renúncia, do governo pastoral da Diocese de Guanhães, tornando-se assim, seu bispo emérito.

## Ordenações Episcopais
Dom Jeremias concelebrou a ordenação do bispo:
- Dom Marcello Romano 2012
- Dom Jacy Diniz Rocha 2017